# Андриашвили, Акакий Кириллович
Ака́кий Кири́ллович Андриашви́ли (груз. აკაკი კირილეს ძე ანდრიაშვილი; 4 ноября 1904, Ахалсопели, Российская империя, ныне Кварельский муниципалитет, Грузия — 27 мая 1992, Тбилиси, Грузия) — грузинский композитор и педагог. Заслуженный деятель искусств Грузинской ССР (1953).

## Биография
В 1924—1926 годах учился на филологическом факультете Тифлисского университета, был дружен с поэтом Терентием Гранели, оставил воспоминания о нём. В 1933 году окончил Тифлисскую консерваторию по классу Сергея Бархударяна (композиция) и до 1937 совершенствовался в аспирантуре. В 1937—1949 годах преподавал композицию в своей альма-матер. В 1957—1965 годах преподаватель и заведующий отделением дирижирования Тбилисского училища художественной самодеятельности. В 1966—1972 годах директор Сигнахского музыкального училища. Автор учебника для студентов музыкальных училищ «Грузинские народные песни» (Тбилиси, 1971). Писал музыку к спектаклям.

## Сочинения
- опера «Разбойник Како» (по Илье Чавчавадзе, 1940, Тбилиси)
- опера «Пропасть» (1942, Тбилиси)
- комическая опера «Лашкара» (1949, Тбилиси)
- комическая опера «Отарова вдода» (по Илье Чавчавадзе, 1951, Тбилиси)
- комическая опера «Дружба» (1954, Тбилиси)
- детская опера «Свадьба соек» (по Важе-Пшавеле, 1954, Тбилиси)
- опера «Лавина» (1957, Тбилиси)
- симфония № 1 (1933)
- симфонии № 2 (1937)
- симфоническая поэма «Советская Осетия» (1942)
- концерт для фортепиано с оркестром (1934)
- струнный квартет (1944)

## Награды и звания
- орден «Знак Почёта» (24.02.1941)[4]
- Заслуженный деятель искусств Грузинской ССР (1953)[3]